# 天安ジャンクション
天安ジャンクション（チョナンジャンクション）は大韓民国忠清南道天安市にある京釜高速道路（1号線）、論山-天安高速道路（25号線）を結ぶジャンクションである。

## 接続する路線

### ソウル・釜山方面
- 京釜高速道路（38番）

### 公州・論山方面
- 論山-天安高速道路（37番）

## 隣
京釜高速道路
木川IC - 天安JCT - 天安サムゴリSA - 天安IC
論山-天安高速道路
南天安IC - 天安JCT
座標: 北緯36度46分7.1秒 東経127度10分56.6秒 / 北緯36.768639度 東経127.182389度